# Chézard-Saint-Martin
Chézard-Saint-Martin est une localité et une ancienne commune suisse du canton de Neuchâtel, située dans la région Val-de-Ruz.

## Géographie

Vue aérienne (1967).

Chézard-Saint-Martin est située à une distance équivalente des deux principales villes du canton de Neuchâtel (Neuchâtel et La Chaux-de-Fonds). De nombreux habitants pendulent vers ces deux villes.[citation nécessaire]
La commune de Chézard-Saint-Martin avait un territoire de 13,05 km2. 5,3 % de cette superficie correspond à des surfaces d'habitat ou d'infrastructure, 56,5 % à des surfaces agricoles, 38,2 % à des surfaces boisées et 0,0 % à des surfaces improductives.

## Histoire
Le 1er janvier 2013, elle a fusionné avec les anciennes communes de Boudevilliers, Cernier, Coffrane, Dombresson, Engollon, Fenin-Vilars-Saules, Fontainemelon, Fontaines, Les Geneveys-sur-Coffrane, Les Hauts-Geneveys, Montmollin, Le Pâquier, Savagnier et Villiers pour former celle de Val-de-Ruz.

### Histoire administrative
Liste des personnes ayant occupé le poste d'administrateur communal :
- Henri-Wilhelm Jacot de 1926 à 1957[2].

## Démographie
L'ancienne commune Chézard-Saint-Martin comptait 1 819 habitants fin 2022. Sa densité de population atteint 139 hab./km2.
Le graphique suivant résume l'évolution de la population de Chézard-Saint-Martin entre 1850 et 2008 :

### Sources
Fonds d'archives de la Commune de Chézard-Saint-Martin (1766-2013).  Cote : B.07. Commune de Val-de-Ruz : Service des archives de la Commune de Val-de-Ruz (présentation en ligne).